# Пітер Медак
Пітер Медак (англ. Peter Medak; нар. 23 грудня 1937, Будапешт) —  англійський актор, продюсер та режисер угорського походження.

## Біографія
Пітер Медак народився в Будапешті в Угорщині. Він був сином Єлизавети (уродженої Діамонштейн) і Дьюли Медак, текстильного виробника. У єврейській сім'ї. У 1956 році втік з рідної країни в Англію в зв'язку з придушенням антикомуністичної революції. Там він почав кар'єру в кіноіндустрії спочатку стажистом, а потім і режисером. З 1963 року він ставив телевізійні фільми для Universal Pictures. У 1967 році він підписав контракт з Paramount Pictures на постановку художніх фільмів. Його першим художнім фільмом стала стрічка Negatives, поставлена у 1968 році.
Подальша його кар'єра була перемінною: фільми, що мають касовий успіх, чергувалися з комерційно невдалими. Деякі з його найвидатніших робіт: «Правлячий клас» (1972); «Брати Крей» (1990); «Ромео спливає кров'ю» (1994). Пітер Медак поставив також кілька телевізійних епізодів, а також дві серії з серіалу «Прослушка».
Його перша дружина, від якої у нього є двоє дітей, трагічно загинула в Лондоні в 70-х роках. Від другої дружини, англійської актриси Керолін Сеймур, з якою він згодом розлучився, у нього також двоє дітей. Шлюб з третьою дружиною, оперною співачкою Джулією Мігенес, тривав з 1988  по 2003 роки.

## Фільмографія

### Актор
1. 1994 — «Поліцейський з Беверлі-Хіллз 3» / Beverly Hills Cop 3 — людина в кутку.

### Продюсер
1. 1966 — «Калейдоскоп» / Kaleidoscope
2. 1967 — «Фантом» / Fathom
3. 1997 — «Горбань із Нотр Дама» / The Hunchback

### Помічник режисера
1. 1961 — «The Breaking Point»
2. 1962 — «Привид Опери)» / The Phantom of the Opera
3. 1966 — «Похорон в Берліні» / Funeral in Berlin
4. 1967 — «Фантом» / Fathom

### Режисер

#### Епізоди телесеріалів
1. 1965 — «Court Martial» (епізод Operation Trojan Horse)
2. 1969 — «Дивний звіт» / Strange Report (епізоди Sniper: When Is Your Cousin Not? І Skeleton: Let Sleeping Heroes Lie)
3. 1972 — «Сищики-любителі екстра класу» / The Persuaders! (Епізод Someone Waiting)
4. 1976 —  1977 — «Космос: 1999» / Space: 1 999 (епізоди The Seance Spectre і Space Warp)
5. 1978 — « Професіонали» / The Professionals (епізод The Rack)
6. 1978 — «Return of the Saint» (епізод The Arrangement)
7. 1982 — «Подружжя Харт» / Hart to Hart (епізоди One Hart Too Many; Harts on Campus; The Harts Strike Out; Harts on Their Toes)
8. 1983 — «Ремінгтон Стіл» / Remington Steele (епізод Scene Steelers)
9. 1984 — 1987 — «Театр чарівних історій» / Faerie Tale Theatre (епізоди The Dancing Princesses; The Emperor's New Clothes; The Snow Queen ; Snow White and the Seven Dwarfs; Pinocchio)
10. 1985 — «Приватний детектив Магнум» / Magnum, P.I. (Епізод Professor Jonathan Higgins)
11. 1985 — «Otherworld» (епізод Princess Metra)
12. 1985 —  1987 — «Сутінкова зона» / The Twilight Zone (епізоди Private Channel; Grace Note; Button, Button; Personal Demons; Still Life; Dead Woman's Shoes; Ye Gods)
13. 1987 — «Сент-Елсвер» / St. Elsewhere (епізод Cold War)
14. 1987 — «Кримінальні історії» / Crime Story (епізод Ground Zero)
15. 1987 — «Красуня і чудовисько» / Beauty and the Beast (епізод Song of Orpheus)
16. 1988 — «Мон-Руаяль» / Mount Royal (епізод The Ties That Bind)
17. 1989 — «Чайна-Біч» / China Beach (епізод All About E.E.V.)
18. 1992 — «Байки зі склепу» / Tales from the Crypt (епізод The New Arrival)
19. 1994 —  1998 — «Забійний відділ» / Homicide: Life on the Street (епізоди All Through the House; Colors; The Hat; Justice: Part 2; Deception; Brotherly Love)
20. 1996 — «Клан» / Kindred: The Embraced (епізоди Prince of the City; The Original Saga)
21. 1999 — «Закон і порядок: Спеціальний корпус» / Law & Order: Special Victims Unit (епізод Stalked)
22. 2001 — «Захисник» / The Guardian (епізод Feeding Frenzy)
23. 2002 — «Прослушка» / The Wire (епізоди The Buys; The Pager)
24. 2003 — «Карнавал» / Carnivàle (епізод Black Blizzard)
25. 2004 — «Сьоме небо» / 7th Heaven (епізод Angel)
26. 2004 — «Доктор Хаус» / House, M.D. (Епізод The Socratic Method)
27. 2006 — «По справедливості» / In Justice (епізод Badge of Honor)
28. 2007 — «Майстри жахів» / Masters of Horror (епізод «Вашингтонці» / The Washingtonians)
29. 2009 — «У всі тяжкі» / Breaking Bad (епізод Peekaboo)
30. 2009 — «Мертва справа» / Cold Case (епізод Iced)

#### Художні фільми
1. 1968 — Negatives
2. 1972 — Правлячий клас / The Ruling Class
3. 1972 — «A Day in the Death of Joe Egg»
4. 1973 — «Ghost in the Noonday Sun»
5. 1973 — «Третя дівчина зліва» / The Third Girl from the Left
6. 1976 — «Спортивний шанс» / Sporting Chance
7. 1977 — «The Rocking Horse Winner»
8. 1978 — «The Odd Job»
9. 1980 — «Перебіжчик» / The Changeling
10. 1980 — «The Babysitter»
11. 1981 — «Зорро, блакитний клинок» / Zorro, the Gay Blade
12. 1981 — «Господиня раю» / Mistress of Paradise
13. 1982 — «Cry for the Strangers»
14. 1982 — «Космічна принцеса» / Cosmic Princess
15. 1984 — «Breakin 'Through»
16. 1986 — «Чоловічий клуб» / The Men's Club
17. 1989 — «Nabokov on Kafka»
18. 1990 — «Людський голос» / La voix humaine
19. 1990 — «Брати Крей» / The Krays
20. 1991 — «Нехай отримає своє» / Let Him Have It
21. 1994 — «Ромео спливає кров'ю» / Romeo Is Bleeding
22. 1994 — «Місяць Понтіак» / Pontiac Moon
23. 1997 — «Горбань із Нотр Дама» / The Hunchback
24. 1998 — «Особина 2» / Species II
25. 2000 — «Девід Копперфільд» / David Copperfield
26. 2004 — «Пітер Гебріел: Гра» / Peter Gabriel: Play
27. 2006 — «Міс Марпл: клацни пальцем тільки раз» / Marple: By the Pricking of My Thumbs
28. 2008 — «Секс і брехня в Сін-сіті» / Sex and Lies in Sin City
29. 2010 — «Вілла Голіцин» / The Villa Golitsyn
30. 2010 — «Fallen Moon»
31. 2010 — «Захоплення» / Carjacked